# Monika Fürholz
Monika Fürholz, née le 5 décembre 1984 à Port Jefferson, est une coureuse de fond suisse spécialisée en course en montagne. Elle a remporté les titres de championne d'Europe de course en montagne et de championne de Suisse de course en montagne en 2012.

## Biographie
Elle débute l'athlétisme à 16 ans, puis le triathlon à 18 ans. Elle remporte l'épreuve classique du triathlon de Lausanne en 2005 qui a lieu en marge des championnats d'Europe.
Douée en natation, elle manque de technique en course à pied. Elle décide de se concentrer sur cette discipline.
Elle se découvre un talent en course en montagne en 2010 lorsqu'elle termine troisième à Neirivue-Moléson puis remporte la course du Stierenberg et devient championne fribourgeoise de course en montagne.
Elle connaît une bonne saison 2012. Elle remporte Neirivue-Moléson, puis la Rothorn Run décrochant ainsi le titre de championne de Suisse de course en montagne puis remporte ensuite le titre européen à Pamukkale. Lors des championnats du monde de course en montagne 2012, elle termine 16e et meilleure Suissesse. Elle décroche la médaille de bronze par équipe avec Martina Strähl et Bernadette Meier.
Elle met peu après fin à sa carrière sportive, étant devenue médecin. Elle accompagne notamment l'équipe de Suisse de course en montagne en tant que médecin sportif.

## Palmarès en triathlon
- Triathlon de Lausanne 2005 Classic Femmes : 1re

## Palmarès en athlétisme

### Course en montagne
| no  | féminin            | Course                                      | Longueur | Départ         | Temps           |
| --- | ------------------ | ------------------------------------------- | -------- | -------------- | --------------- |
| 38e | Médaille de bronze | Neirivue-Moléson                            | 10,3 km  | 20 juin 2010   | 1 h 4 min 10 s  |
| 31e | Médaille d'argent  | Championnats suisses de course en montagne  | 13 km    | 14 août 2011   | 1 h 0 min 25 s  |
| 15e | Médaille d'or      | Neirivue-Moléson                            | 10,6 km  | 16 juin 2012   | 1 h 12 min 11 s |
| 25e | Médaille d'or      | Championnats suisses de course en montagne  | 11,5 km  | 23 juin 2012   | 1 h 19 min 58 s |
| 1re | Médaille d'or      | Championnats d'Europe de course en montagne | 8,3 km   | 7 juillet 2012 | 39 min 52 s     |
| 23e | Médaille d'argent  | Neirivue-Moléson                            | 11,2 km  | 16 juin 2013   | 1 h 17 min 37 s |
| 29e | Médaille d'argent  | Championnats suisses de course en montagne  | 8,7 km   | 23 juin 2013   | 59 min 25 s     |

### Route
| Année | Compétition            | Lieu     | Place | Épreuve          | Temps          |
| ----- | ---------------------- | -------- | ----- | ---------------- | -------------- |
| 2010  | Course féminine suisse | Berne    | 3e    | 10 kilomètres    | 37 min 30 s    |
| 2010  | Morat-Fribourg         | Fribourg | 7e    | Course populaire | 1 h 8 min 30 s |
| 2011  | Grand Prix de Berne    | Berne    | 8e    | 10 miles         | 59 min 36 s    |
| 2011  | Course féminine suisse | Berne    | 1re   | 10 kilomètres    | 36 min 38 s    |
| 2011  | Morat-Fribourg         | Fribourg | 5e    | Course populaire | 1 h 4 min 52 s |
| 2012  | Grand Prix de Berne    | Berne    | 7e    | 10 miles         | 58 min 44 s    |

## Records
| Épreuve       | Performance    | Date              | Lieu     |
| ------------- | -------------- | ----------------- | -------- |
| 5 000 mètres  | 17 min 39 s 97 | 23 mai 2012       | Coblence |
| 5 kilomètres  | 17 min 39 s    | 10 juin 2012      | Berne    |
| 10 kilomètres | 35 min 24 s    | 31 mars 2012      | Lyss     |
| 15 kilomètres | 57 min 17 s    | 19 mars 2011      | Chiètres |
| 10 miles      | 58 min 45 s    | 12 mai 2012       | Berne    |
| Semi-marathon | 1 h 20 min 3 s | 18 septembre 2011 | Uster    |